# Sparrow Nights
Sparrow Nights ist ein Jazzalbum von Peter Brötzmann und Heather Leigh. Die 2017 im Tonstudio von Martin Siewert in Wien entstandenen Aufnahmen erschienen im November 2018 auf Trost Records.

## Hintergrund
Das auf Sparrow Nights musizierende Duo bestand aus dem Saxophonisten Peter Brötzmann und der Pedal-Steel-Gitarristin Heather Leigh. Obwohl dies – nach Ears Are Filled with Wonder, Sex Tape und Crowmoon – das vierte Album der beiden Musiker seit ihrem gemeinsamen Debüt im Jahr 2016 ist, war es die erste Studiosession des Duos.

## Titelliste
- Brötzmann / Leigh: Sparrow Nights (Trost TR180)[1]

1. Summer Rain 2:02
2. This Word Love 5:44
3. It's Almost Dark 10:09
4. Sparrow Nights 4:00
5. This Time Around 10:48
6. River of Sorrow 12:34
7. At First Sight 5:45
8. All of Us 8:25
9. My Empty Heart 13:01
10. The Longer We're Apart 5:08

## Rezeption
Während es sich bei den zuvor veröffentlichten Live-Aufnahmen eher um lange, fortlaufende Mitschnitte handle, umfasse das Studioalbum kleinere Stücke mit einer Länge von nur zwei bis 13 Minuten, schrieb Daniel Spicer in Jazzwise. Gleichzeitig habe der 77-jährige Brötzmann den Luxus, hier ein breiteres Spektrum an Holzblasinstrumenten einzubringen. Dennoch würden die Grundstimmung und das emotionale Vokabular, die sie in den letzten Jahren entwickelt haben, im Wesentlichen unverändert bleiben. Über diesen Improvisationen liege ein dichter Rauch apokalyptischer Melancholie. „This World Love“ lasse Leigh verträumten Töne auf die Pedal-Steel Gitarre zaubern, über die Brötzmann in schmerzlicher Verzweiflung stöhne. Für „This Time Around“ treibe Leigh die Gitarre in Grenzbereiche, mit scharfen Schüben kontrollierten Feedbacks, die verzweifelte Altsaxophon-Bögen des „teutonischen Terrors“ heraufbeschwören. Der treffend benannte „River of Sorrow“ zeichne sich durch ein jenseitiges mikrotonales Summen und eine Klarinette aus, die „wie eine Krähe vor einem blutroten Himmel krächzt“.